# Fagus
Fagus L., 1753 è un genere di piante angiosperme eudicotiledoni appartenente alla famiglia delle Fagaceae, che comprende specie arboree e arbustive originarie dell'Europa, delle Americhe, del Giappone e della Cina, con altezza dai 15–20 m fino ai 30–35 m.

## Etimologia
Il sostantivo latino fāgus risale a un'antica radice indoeuropea che trova parentele nel greco φηγός phēgós "tipo di quercia", nel gotico 𐌱𐍉𐌺𐌰 bōka
 (cfr. tedesco Buche e inglese beech, "faggio"), nel nome presente in varie lingue slave бук, buk.
Dall'aggettivo fāgeum (attraverso una forma latina volgare *fagjum) deriva l'italiano faggio, di area toscana, bergamasca e romagnola; altrove si hanno derivati di fāgus, *fāga (portoghese faia) e (spagnolo haya), mentre in francese hêtre (dal franco *hester) ha soppiantato la parola d'origine latina.

## Tassonomia
In questo genere sono riconosciute le seguenti specie:
- Fagus chienii W.C.Cheng
- Fagus crenata Blume
- Fagus engleriana Seemen ex Diels
- Fagus grandifolia Ehrh.
- Fagus hayatae Palib. ex Hayata
- Fagus japonica Maxim.
- Fagus lucida Rehder & E.H.Wilson
- Fagus multinervis Nakai
- Fagus orientalis Lipsky
- Fagus sinensis Oliv.
- Fagus sylvatica L.
- Fagus × taurica Popl.

## In Italia
In Italia il genere è rappresentato dall'unica specie Fagus sylvatica L. diffusa sulle Alpi e sugli Appennini, dove forma boschi puri (faggete) o misti (di solito con Abies alba Mill. o Picea abies Karst.), nelle stazioni oltre i 500 m sulle Alpi e oltre i 900 m s.l.m. sugli Appennini.

## In Francia
La foglia del faggio fu scelta come simbolo nel logo dei XVI Giochi olimpici invernali di Albertville.

## Uso
- Per decorare parchi e giardini

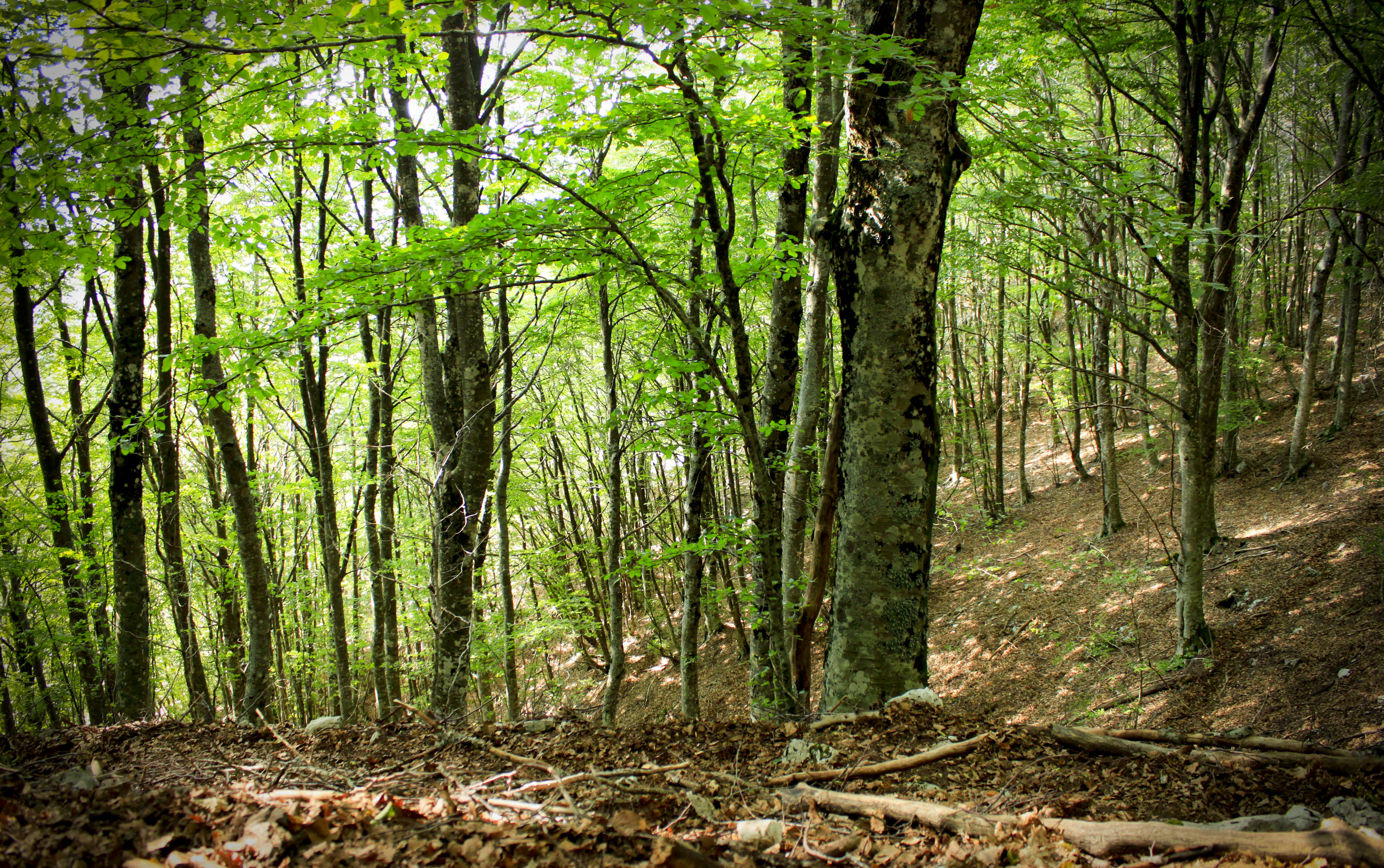
Faggeta sui Monti Aurunci

- In selvicoltura per la forestazione di montagne a clima fresco e nebbioso, con frequenti precipitazioni estive
- Il legno di faggio, omogeneo e pesante, privo di elasticità ma resistente, inizialmente di colore bianco e col tempo rossastro, è perfetto per lavori di tornitura e mobileria. Un tempo era utilizzato per le traversine ferroviarie e come ottimo combustibile. Usato per molti strumenti musicali (violini, pianoforti). La sua resistenza a scheggiarsi lo rendeva il materiale ideale per fabbricare i calci dei fucili.
- I frutti sono acheni. Se privati del pericarpo velenoso, si consumano arrostiti come succedanei di castagne, nocciole o mandorle; tostati sono un surrogato del caffè. I frutti sono detti “faggiole” e somigliano a piccole castagne triangolari, racchiuse a due a due in un involucro legnoso ricoperto da aculei morbidi. Ne sono ghiotte alcune specie selvatiche, compreso il cinghiale.
- L'olio estratto dai semi, di colore pallido e sapore dolciastro, si usa come condimento. Un tempo era adoperato come combustibile.
- Le foglie sono ovali, con una sottile peluria sulle nervature, lucide su entrambe le facce, più chiare nella pagina inferiore. Hanno margine ondulato, ciliato quando sono giovani. Sul ramo si dispongono in modo alterno. In autunno assumono colori dal giallo-arancio al rosso-bruno. Vengono anche usate come foraggio dove i pascoli sono scarsi.

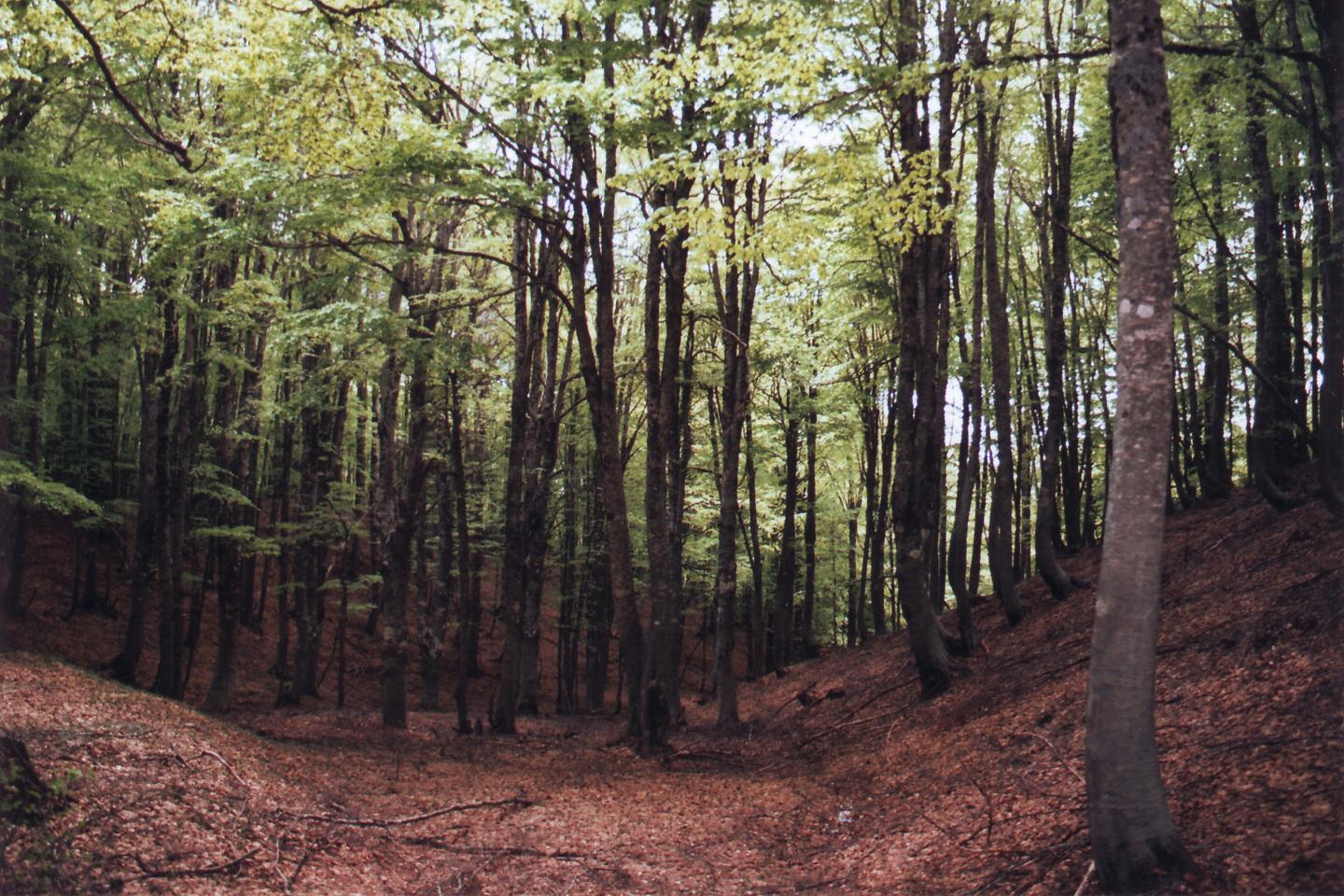
Faggeta della Sila Calabra

## Avversità
- Insetti:

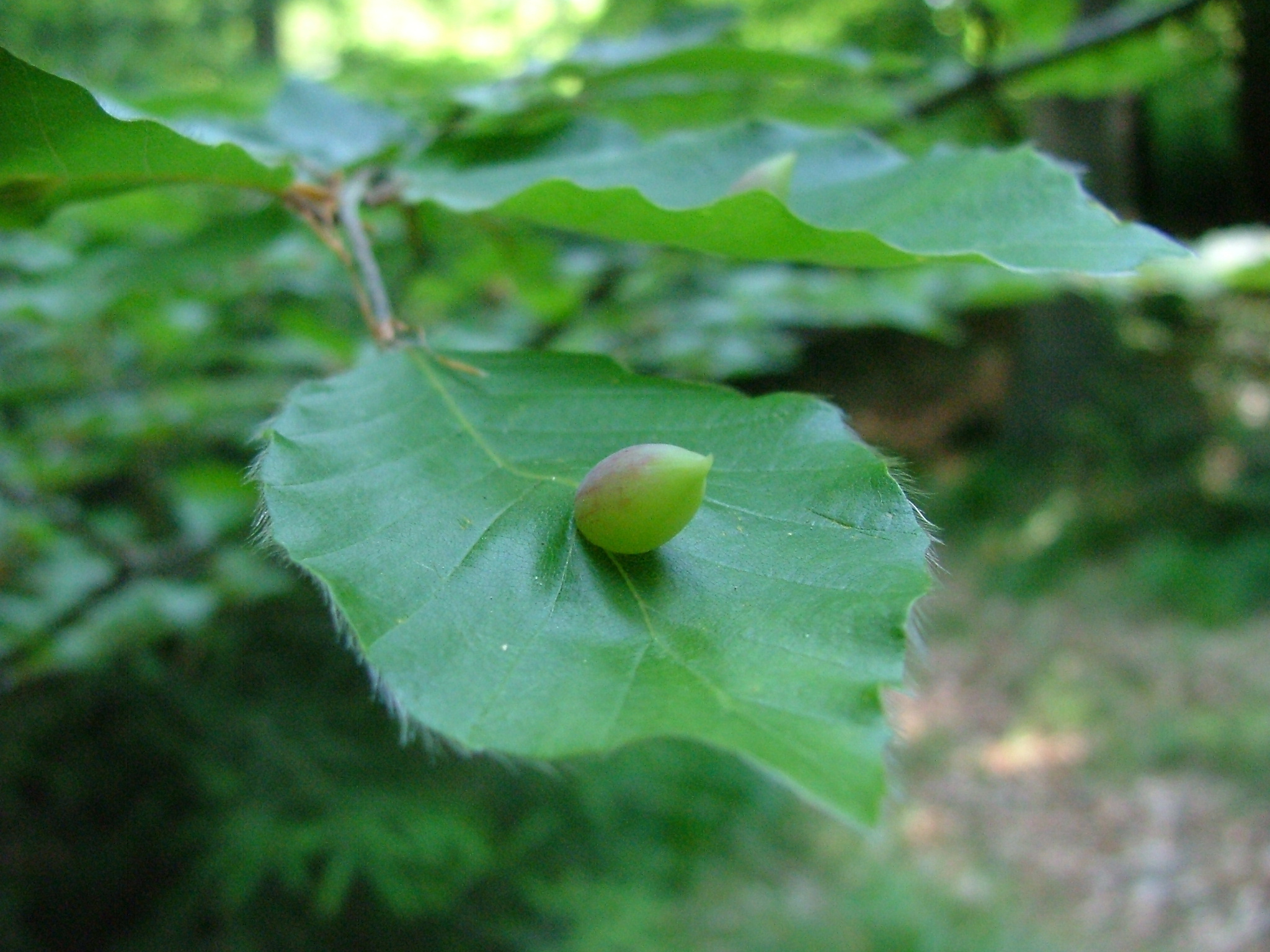
Mikiola fagi su una foglia di faggio

  - Afide bianco – l'attacco del rincotero Phyllaphis fagi L. provoca l'ingiallimento fogliare ed una sofferenza generale della pianta
  - Cecidomia – le larve del dittero Mikiola fagi Hart. provocano galle piriformi sulle foglie danneggiando le giovani piante utilizzate in silvicoltura  nei rimboschimenti
  - Coleotteri:
    - Agrilo verde – le larve di Agrilus viridis attaccano le giovani piante scavando gallerie dapprima nella corteccia e successivamente nel legno
    - Maggiolino – l'adulto di Melolontha melolontha L. erode le foglie ed i rametti teneri, le larve si nutrono delle radici

  - Lepidotteri:
    - Bombice dispari – le larve di Lymantria dispar L. si nutrono del lembo fogliare
    - Bombice gallonato – le larve pelose di Malacosoma neustrium L. lunghe fino a 5 cm, si nutrono del lembo fogliare
- Funghi:
  - Carie del legno – il legno attaccato da  Schizophyllum commune (L.) Fr.,  Fomes igniarius (L. ex Fr.) Kic. e  Fomes fomentarius (L.) Gill., viene alterato perdendo consistenza e assumendo una consistenza spugnosa di aspetto biancastro per la distruzione della lignina; all'esterno dei tronchi colpiti si notano i corpi fruttiferi dei patogeni a forma di orecchiette grigie per il Schizophyllum commune, a forma di mensola o zoccolo per il Fomes igniarius e il Fomes fomentarius
  - Marciume delle piantine – la Phytophthora omnivora De By. provoca lesioni necrotiche al colletto delle giovani piantine coltivate in semenzaio
  - Oidio – l'attacco delle Erisifaceae Microsphaera omnivora (Wallr.) Wint. e Phyllactinia suffulta (Reb.) Sacc. provoca sulle foglie delle tacche dapprima traslucide, successivamente ricoperte da micelio biancastro

## Galleria d'immagini

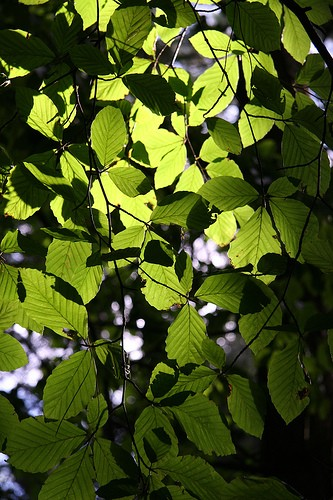
Foglie
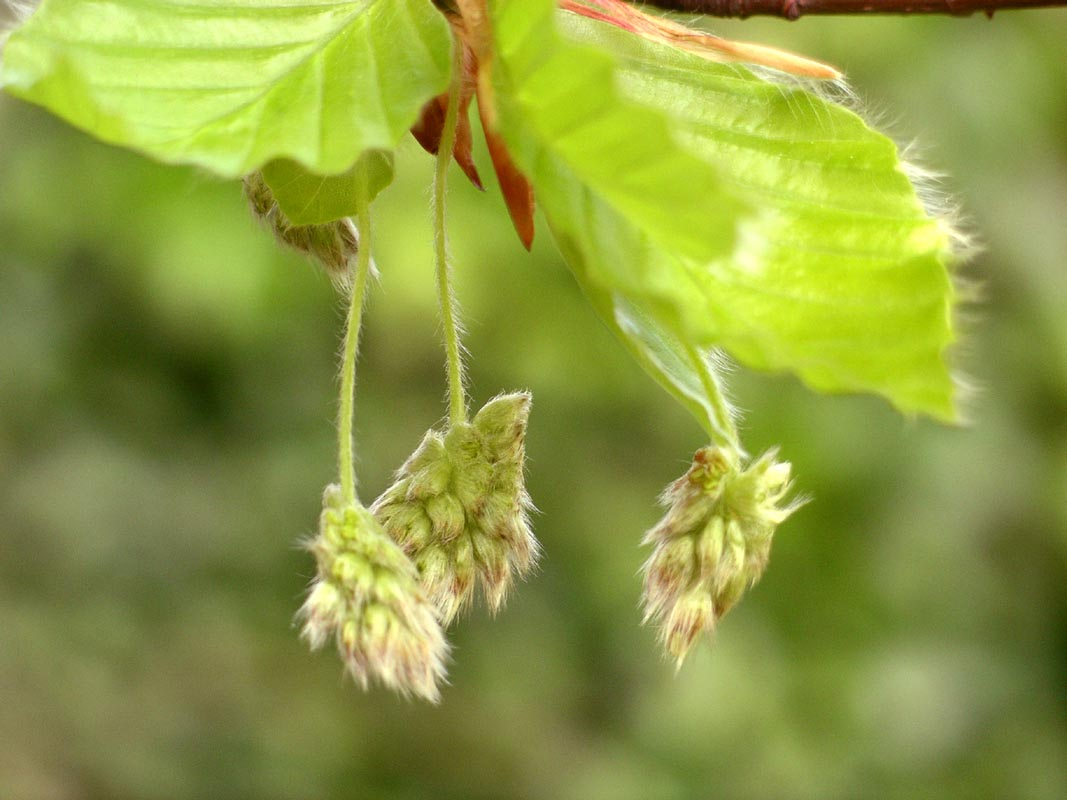
Fiori
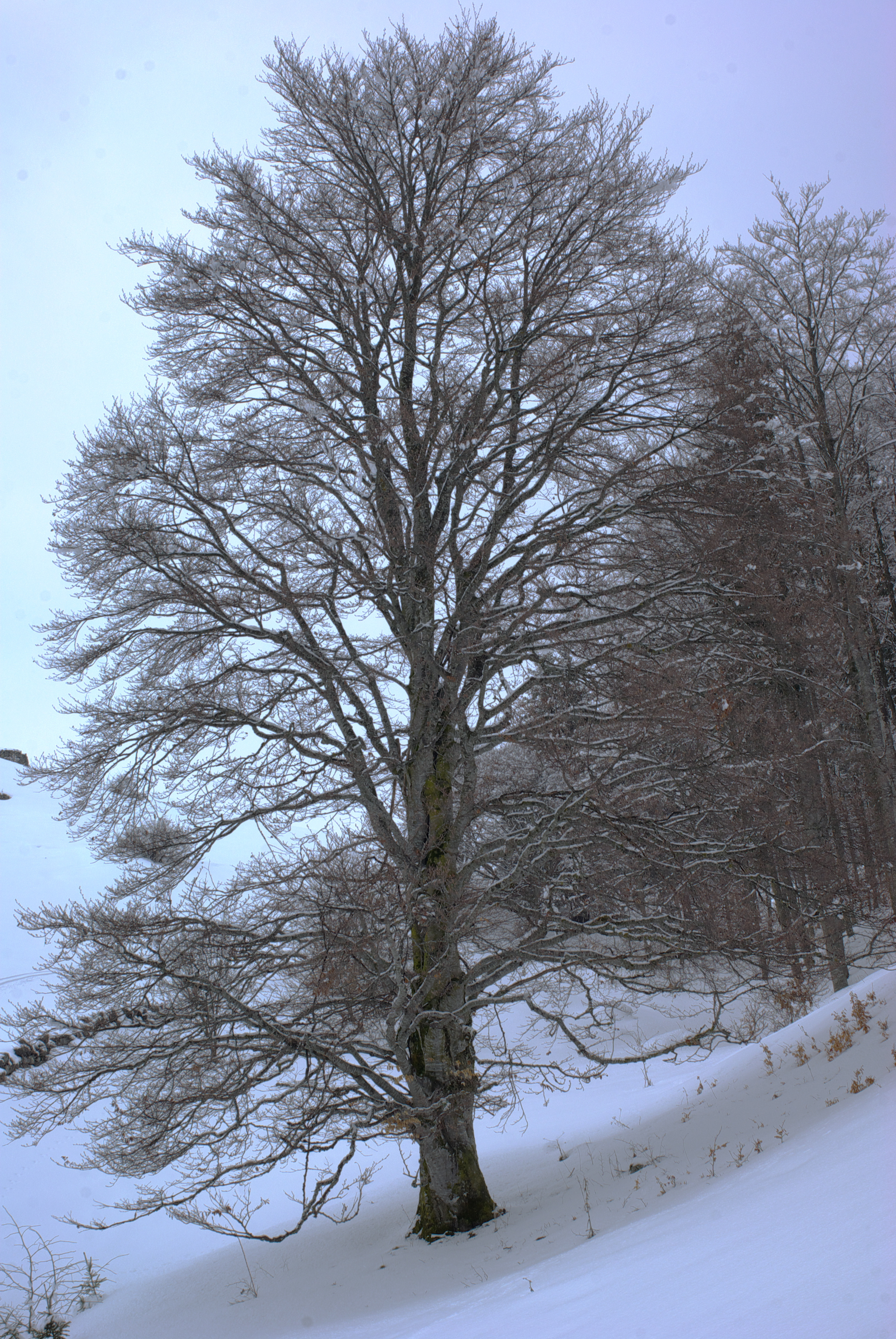
Un faggio del parco a Bosco Chiesanuova
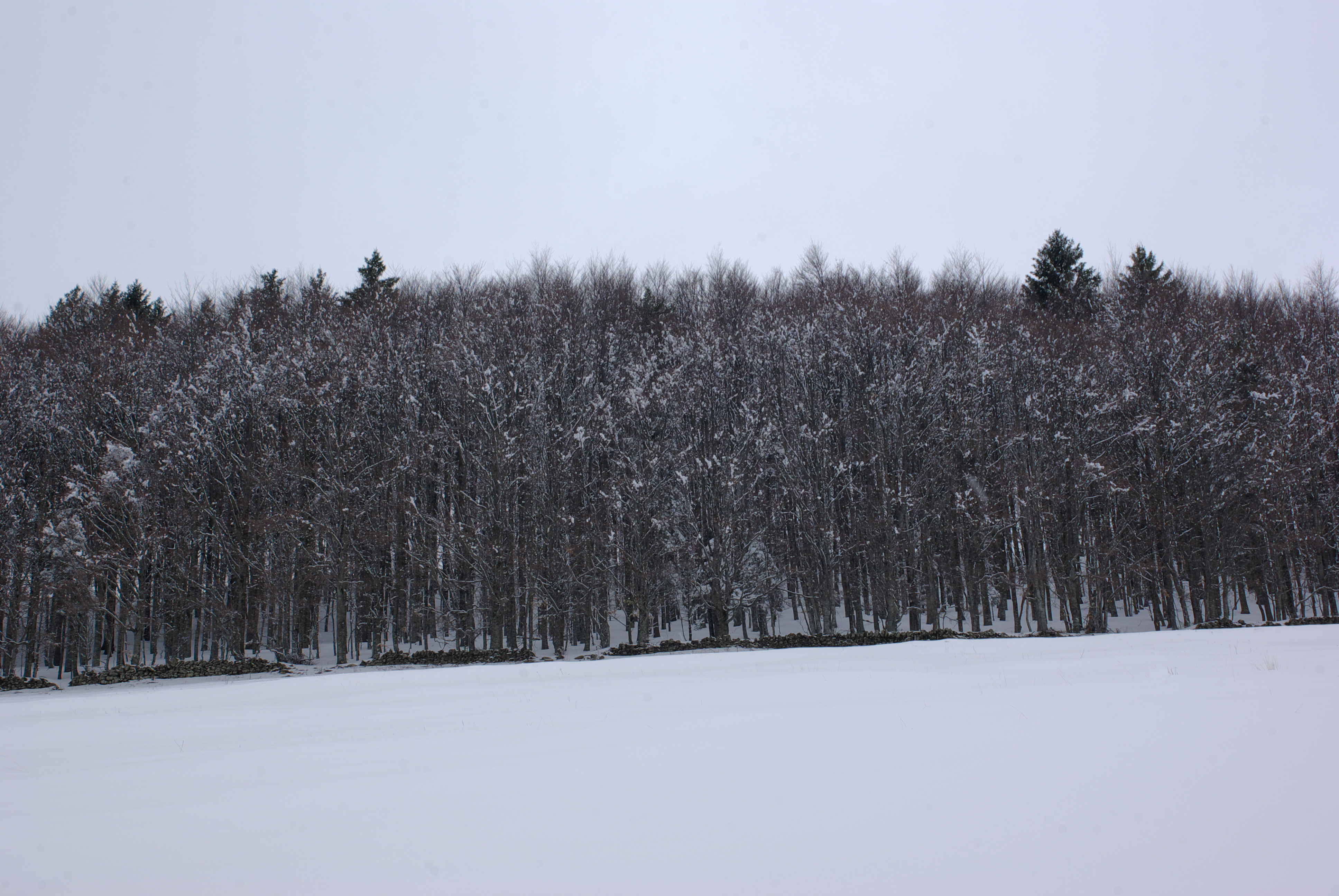
Faggeta e pascolo innevato a Bosco Chiesanuova
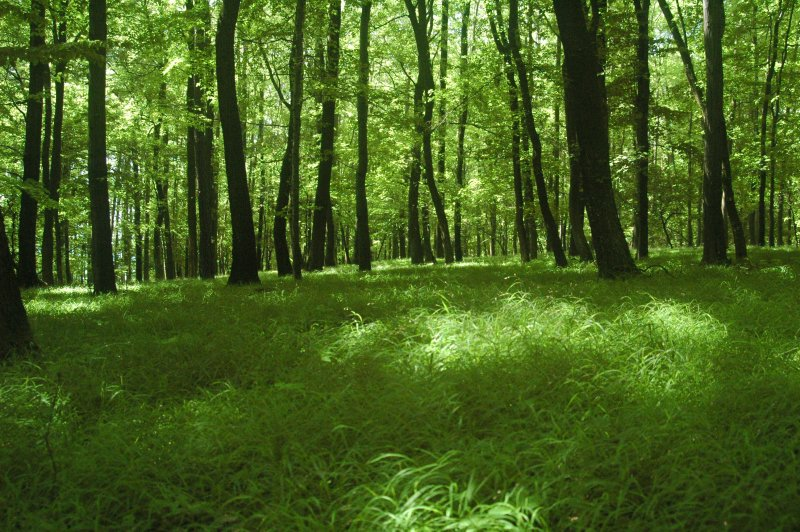
Faggeta in Slovacchia
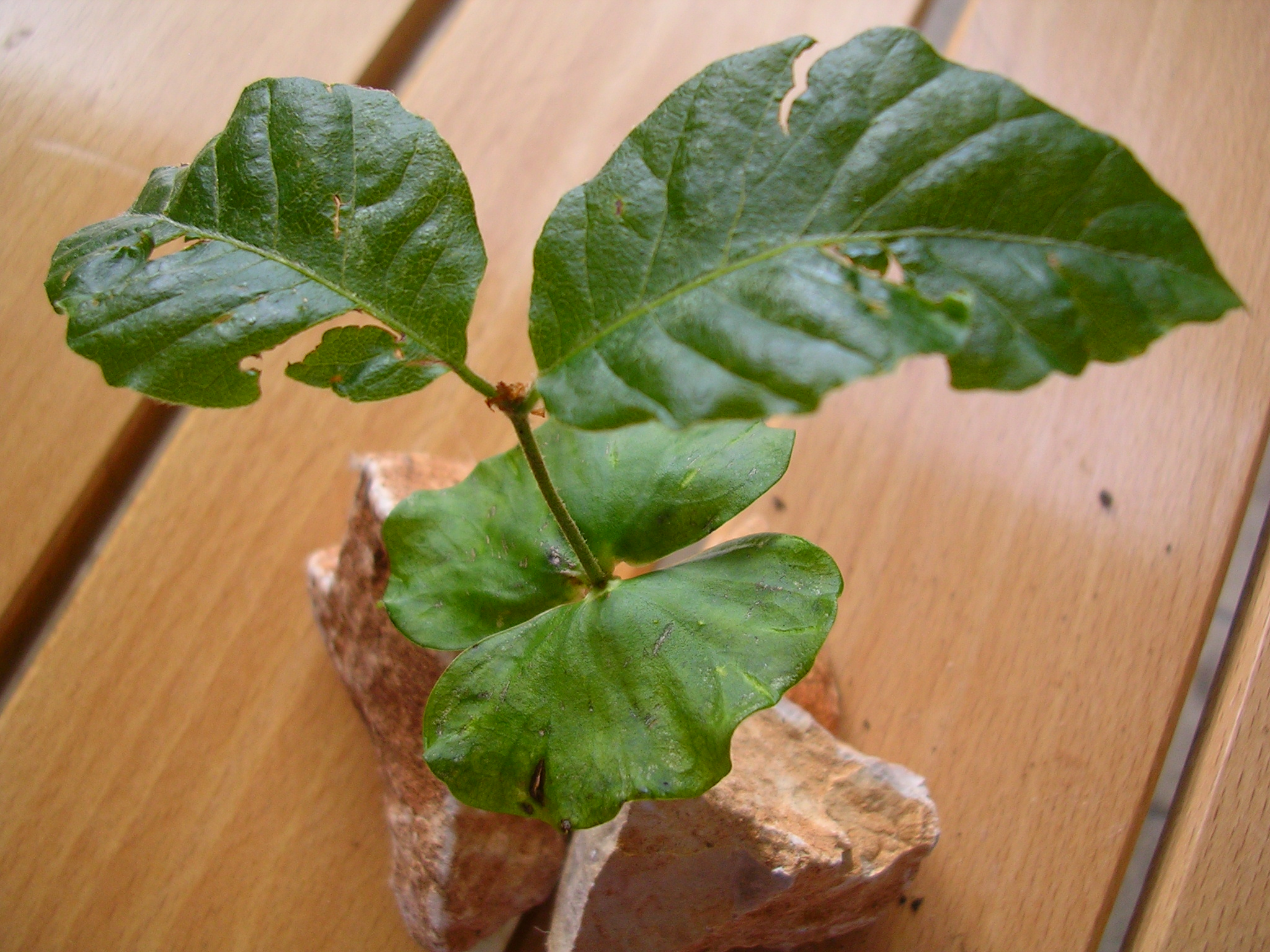
Germoglio di faggio (notare la diversità delle prime due foglie dalle successive)
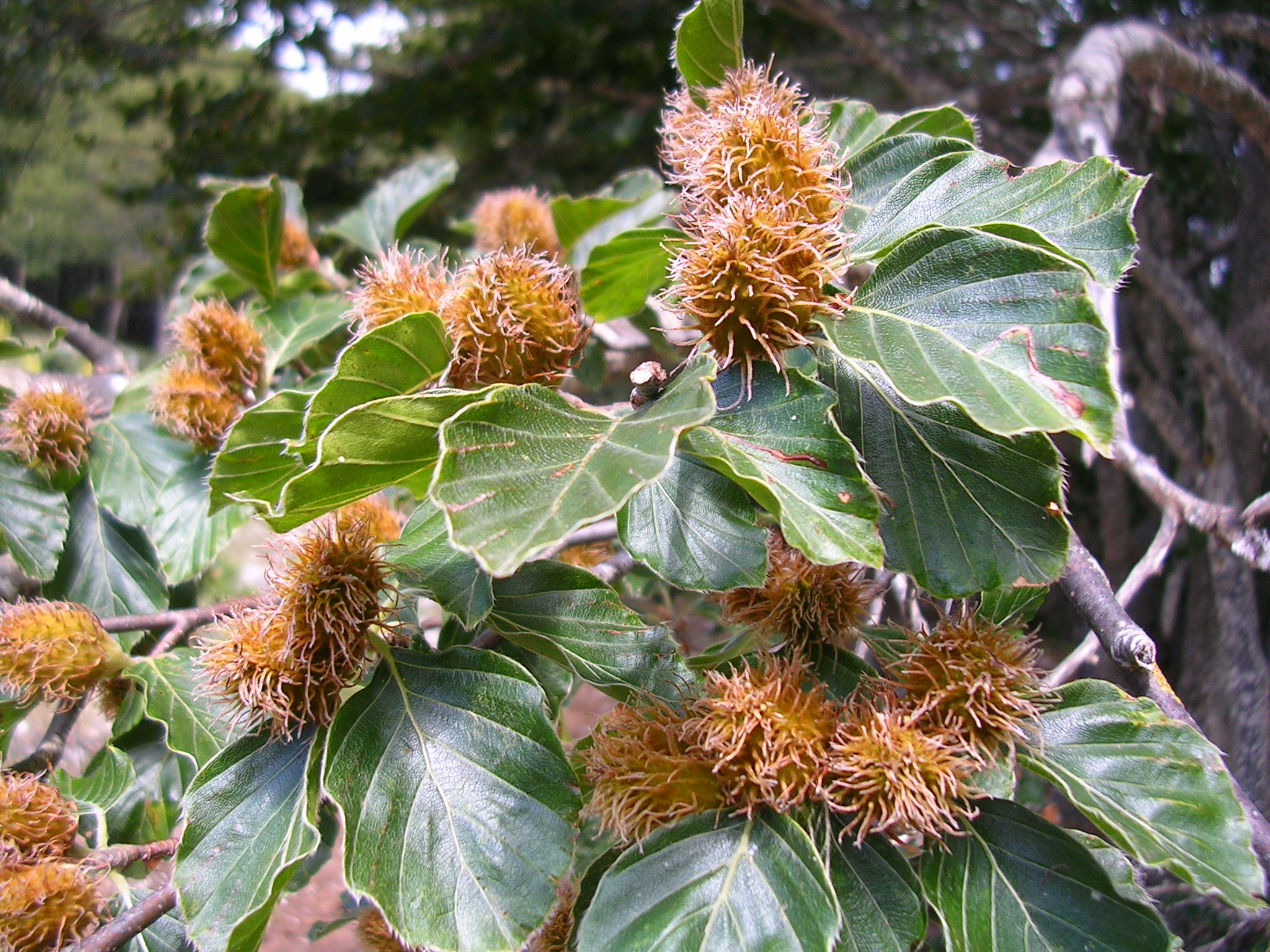
Ricci o capsule di faggio ancora chiusi
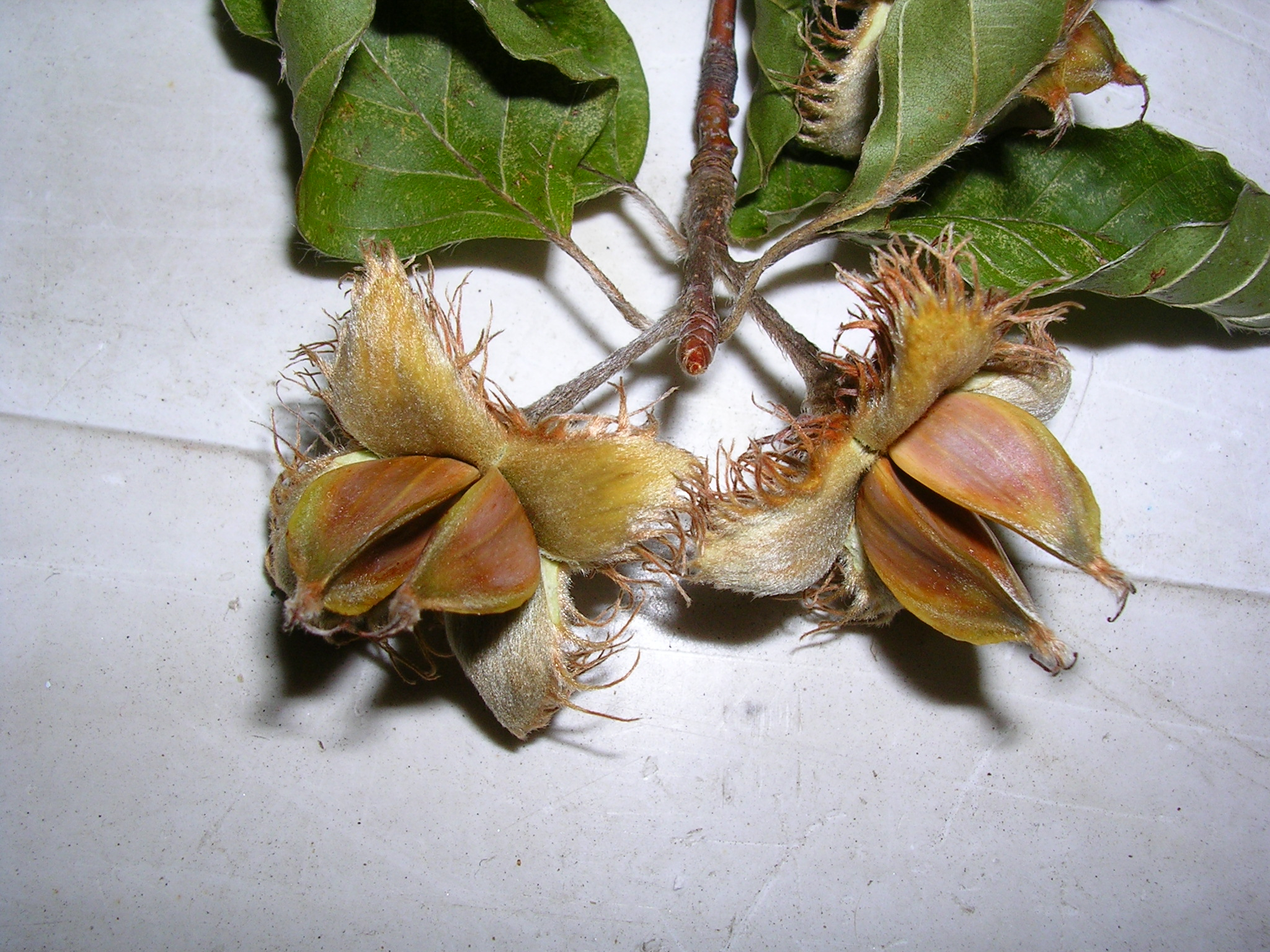
Riccio di faggio aperto con all'interno le faggiole